# 中国科学院声学研究所

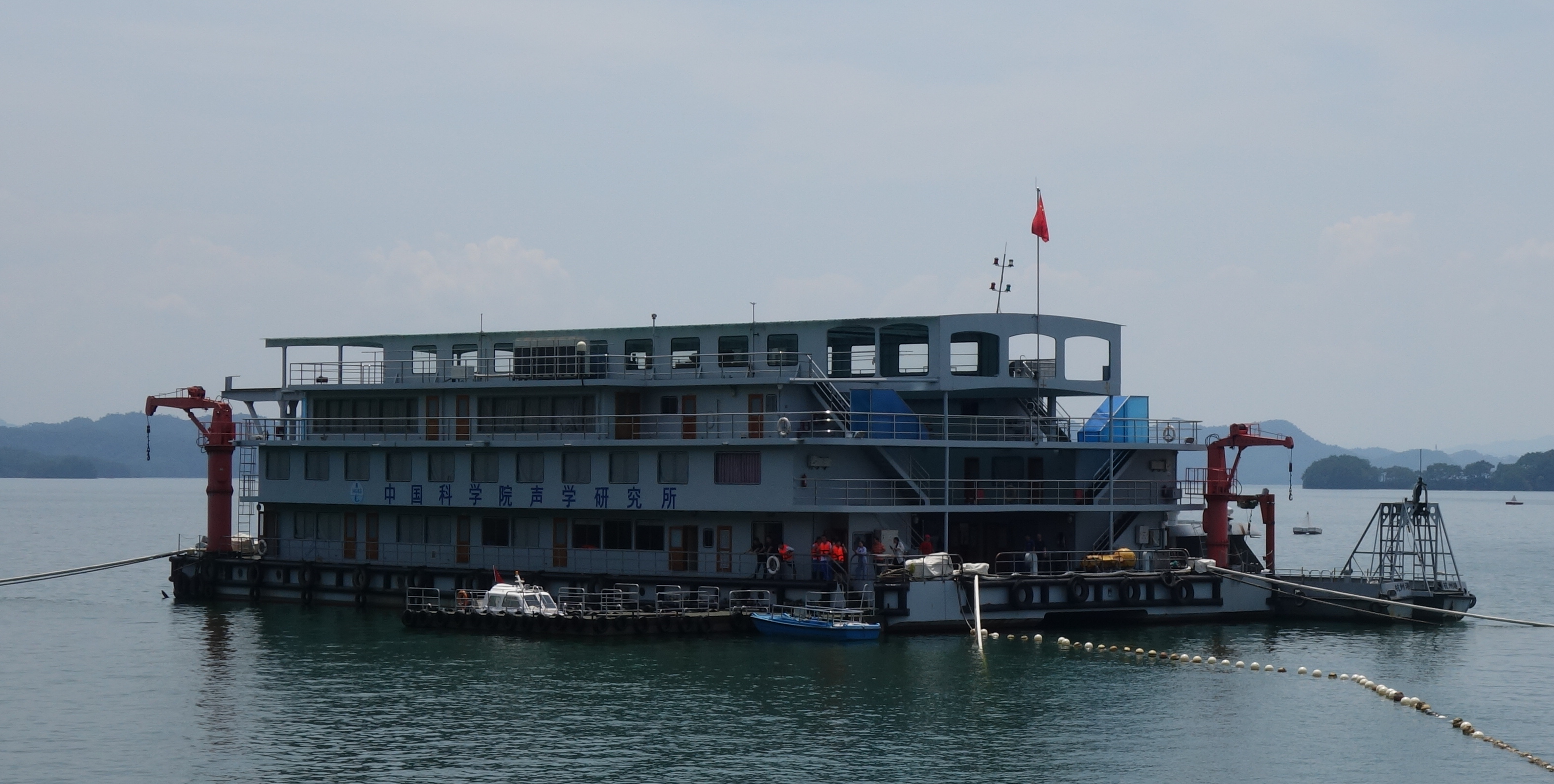
中科院声学所新安江分所

中国科学院声学研究所成立于1964年，隶属于中国科学院。其前身是中国科学院电子学研究所的水声研究室、空气声学研究室、超声学研究室。
主要从事声学和信号信息处理技术研究，特色研究领域包括水声物理与水声探测技术、环境声学与噪声控制技术、超声学与声学微机电技术、通信声学和语言语音信息处理技术、声学与数字系统集成技术、高性能网络与网络新媒体技术 。

## 组织机构
声学所设置有  ：
- 声场声信息国家重点实验室
- 中国科学院水声环境特性重点实验室
- 水声工程中心
- 海洋声学技术中心
- 中国科学院水下航行器信息技术重点实验室
- 超声技术中心
- 中国科学院噪声与振动重点实验室
- 国家网络新媒体工程技术研究中心
- 中国科学院语言声学与内容理解重点实验室
- 北海研究站
- 南海研究站
- 东海研究站

- 中科院声学所嘉兴中心